# Myrmothera berlepschi
El tororoí amazónico (en Perú) o chululú amazónico (Myrmothera berlepschi), es una especie de ave paseriforme de la familia Grallariidae perteneciente al género Myrmothera, anteriormente incluido en el género Hylopezus y también en la familia Formicariidae. Es nativo de la cuenca del Amazonas en América del Sur. 

## Distribución y hábitat
Se distribuye por el suroccidente de la Amazonia, en el centro, este y sureste de Perú, sur de la Amazonia brasileña y centro norte de Bolivia.
Esta especie es considerada poco común en su hábitat natural: el suelo del bosque de galería denso y bordes de selvas húmedas, hasta los 700 m de altitud.

## Descripción
Mide 14,5 cm de longitud. La corona y el plumaje de las partes superiores es de color marrón, mientras que las partes inferiores son blancas con rayas oscuras sobre el pecho y los flancos, cuyo color se vuelve ante en la parte posterior.

## Alimentación
Se alimenta de insectos y otros invertebrados.

## Sistemática

### Descripción original
La especie M. berlepschi fue descrita por primera vez por el ornitólogo austríaco Carl Eduard Hellmayr en 1903 bajo el nombre científico Grallaria berlepschi; la localidad tipo es «Engenho do Gama, río Guaporé, Mato Grosso, Brasil».

### Etimología
El nombre genérico femenino «Myrmothera» se compone de las palabras del griego «murmos» que significa ‘hormiga’, y «thēras» que significa ‘cazador’; y el nombre de la especie «berlepschi», conmemora al ortitólogo alemán Hans von Berlepsch (1850–1915).

### Taxonomía
Posiblemente sea conespecífica con la vocalmente similar Myrmothera fulviventris.
Un amplio estudio de filogenia molecular de Carneiro et al. (2019) de los tororoíes de los géneros Hylopezus y Myrmothera indicó que Hylopezus, como definido, era parafilético con respecto a Myrmothera y a Grallaricula. Específicamente, la presente especie, Hylopezus dives, H. fulviventris y las especies colocadas en Myrmothera forman un clado bien soportado, que es hermano de otro clado formado por todas las especies remanentes de Hylopezus con excepción de Hylopezus nattereri. Por lo tanto, se propuso la transferencia de las tres especies para el género Myrmothera. Esta transferencia fue aprobada en la Propuesta no 832 parte B al Comité de Clasificación de Sudamérica (SACC).

### Subespecies
Según las clasificaciones del Congreso Ornitológico Internacional (IOC) y  Clements Checklist/eBird, se reconocen dos subespecies, con su correspondiente distribución geográfica:
- Myrmothera berlepschi yessupi (Carriker, 1930) – este y centro de Perú (al sur desde e centro de Loreto) y adyacencias inmediatas de Brasil.
- Myrmothera berlepschi berlepschi (Hellmayr, 1903) – sur de la Amazonia brasileña desde el alto río Purús al noreste hasta Pará (entre el bajo río Xingú y el bajo rio Tapajós), hacia el suroeste hasta el sureste de Perú, centro norte de Bolivia y norte de Mato Grosso.